# Парк-музей каменных баб
Парк-музей антропоморфных стел и половецких каменных изваяний — музей под открытым небом, один из крупнейших на постсоветском пространстве языческих парков-музеев. Расположен на территории Луганского национального университета имени Тараса Шевченко. Создан Константином Ивановичем Красильниковым.
Состоит из коллекций антропоморфных стел катакомбной культуры XXV—XX веков до н. э. (6 экз.) и памятников сакрального искусства половцев XI—XIII веков (62 экз.).

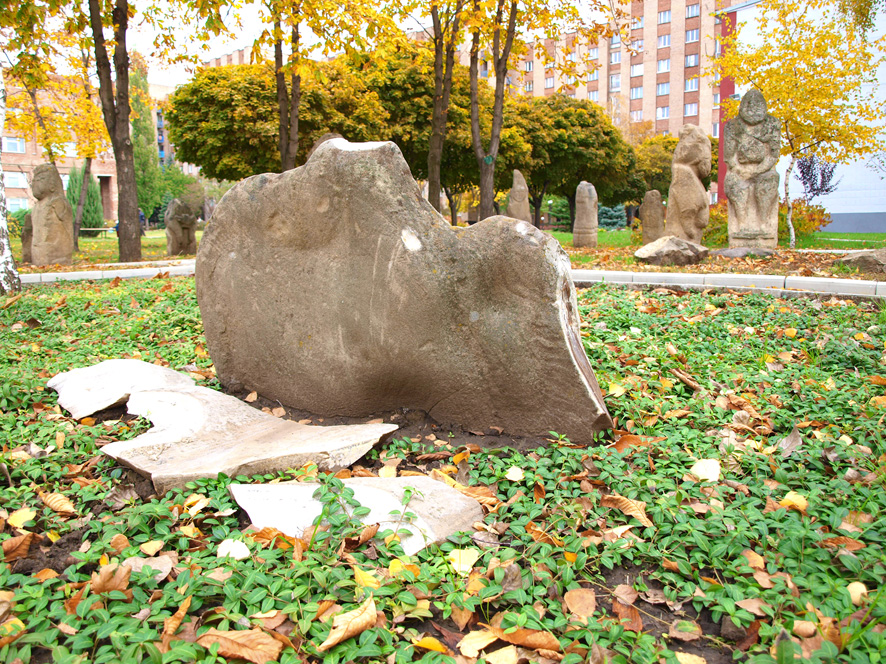
Антропоморфная стела катакомбной культуры

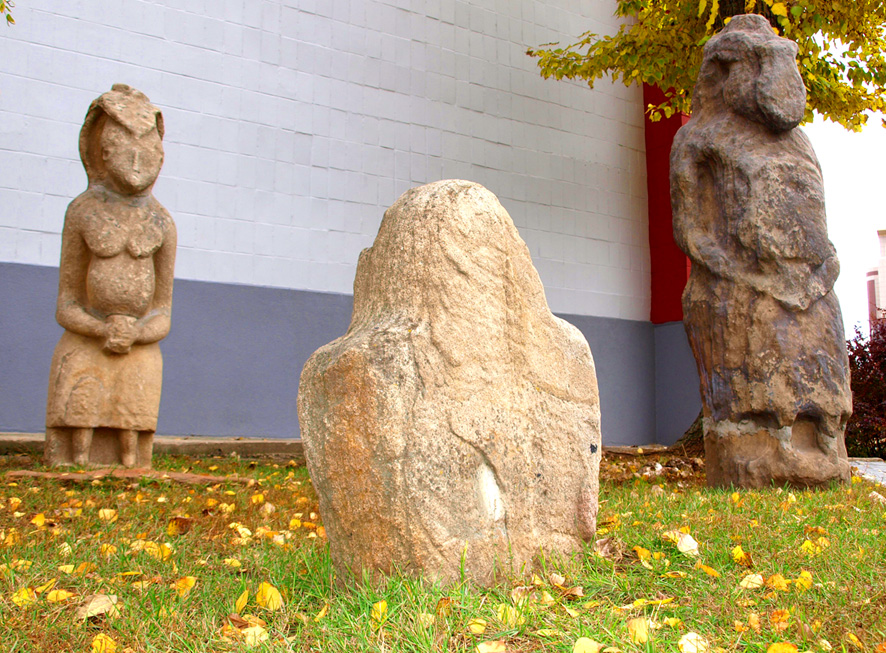
Антропоморфная стела и половецкие бабы

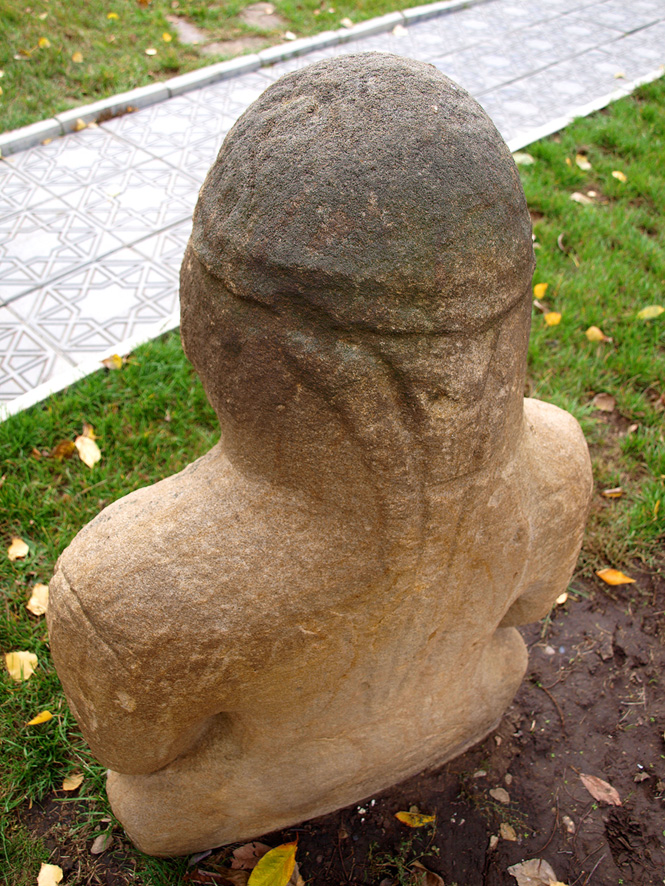
Половец со шлемом и косой

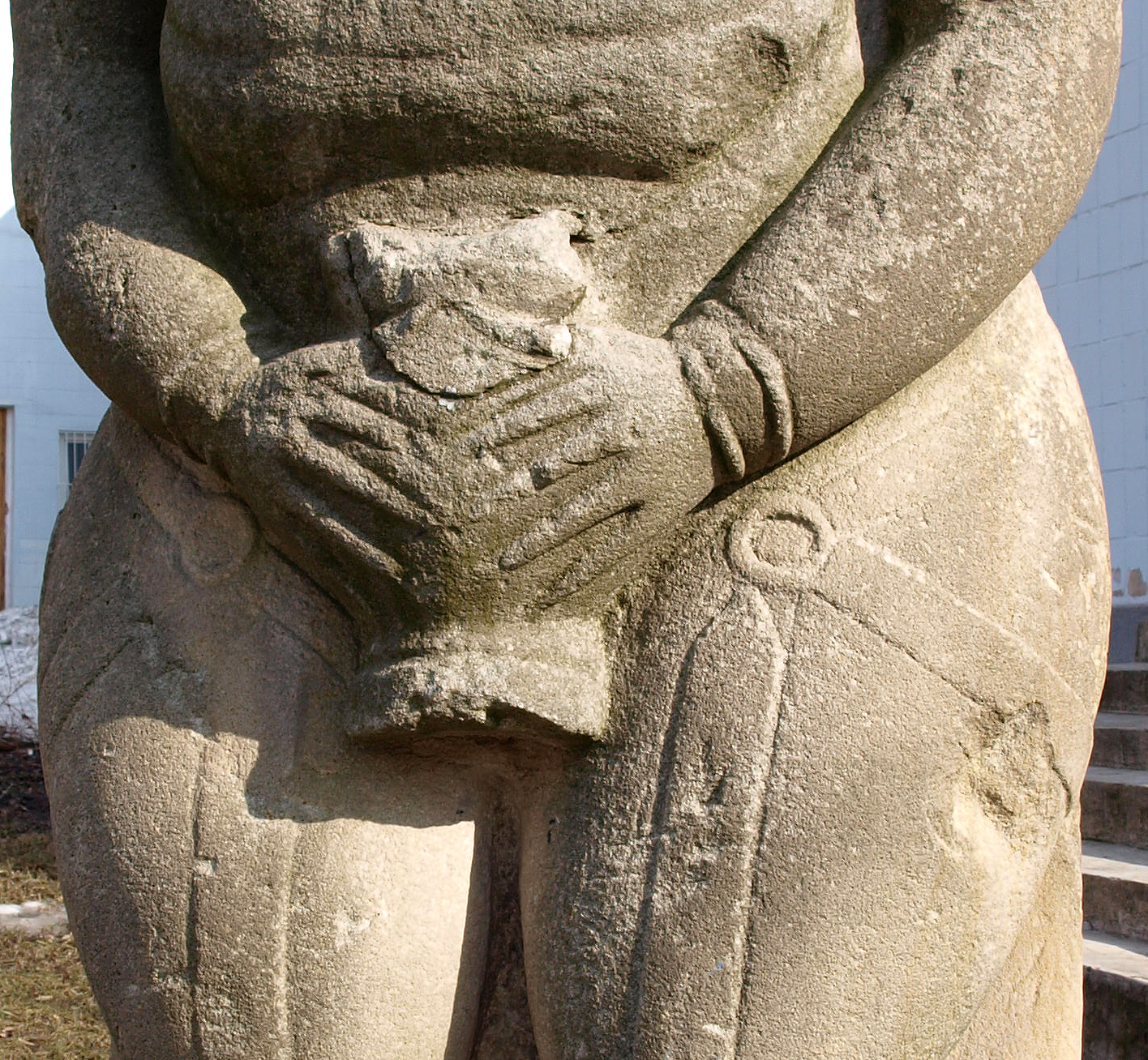
Кубок – один из важных элементов половецких баб

## Исторический очерк
На протяжении веков количество половецких баб постоянно уменьшалось. Первую волну уничтожений принесли татаро-монголы. Завоеватели или крушили скульптуру вдребезги, или, если камень был крепкий, отбивали голову и закапывали истукана в землю. Разрушая половецкий культ, захватчики ставили целью поработить завоёванный им народ.

Период XVIII — XX века принёс вторую волну массового уничтожения половецких идолов. В лучшем случае их свозили в барские имения. Остальные использовались для хозяйственных и строительных нужд.
Однако постепенно энтузиасты, краеведы и учёные встают на защиту исторических памятников. Появляются первые коллекции половецких статуй в заповеднике Аскания-Нова, Екатеринославе и других местах.
Первая перепись половецких баб была проведена согласно циркуляру МВД Российской империи 23 декабря 1843 года. В перечень были внесены 645 идолов преимущественно с юга Украины.
В 1903-1905 годах Московским археологическим обществом был проведено второе описание баб. По сведениям П. Уваровой, было обнаружено 1113 статуй.
По данным С. Плетнёвой, в Екатеринославской губернии было зафиксировано 428 идолов, в Таврической — более 200. Дмитрий Багалей утверждал, что в Харьковской губернии на учёт было поставлено 140 статуй.
В 1974 году их количество уменьшилось до 644 экземпляров. Однако в последующие годы археологи начали фиксировать новые находки.

### Количество идолов в Луганской области
В Луганской области хранилось 114 идолов, из них в:
- Луганске — 74, в том числе 68 — в парке-музее, 2 — в археологическом музее педагогического университета, 4 — в областном краеведческом музее;
- Свердловском городском музее — 17;
- сельском музее Смоляниново — 4;
- Первомайском городском музее — 3;
- Антрацитовском музее — 2;
- Лисичанском музее — 2.

Остальные скульптуры исчезли, в частности из Старобельска, Антрацита и Ровеньков.

### Места обнаружения каменных идолов, представленных в Парке
| Место обнаружения каменных статуй, хранящихся в парке | Районы скопления половецких скульптур |
| --- | ------------------------------------- |
| Антропоморфные стелы катакомбной культуры: - Свердловский район — 2 - Станично-Луганский район — 4 Половецкие каменные статуи: - Антрацитовский район — 13 - Брянка — 1 - Беловодский район — 1 - Кировск — 1 - Краснодонский район — 6 - Лутугинский район — 3 - Новоайдарский район — 1 - Перевальский район — 5 - Попаснянский район — 7 - Ровеньки — 2 - Ростовская область — 2 - Славяносербский район — 6 - Свердловский район (Луганская область) — 11 - Стаханов (город) — 1 |                                       |

## Описание луганского парка-музея

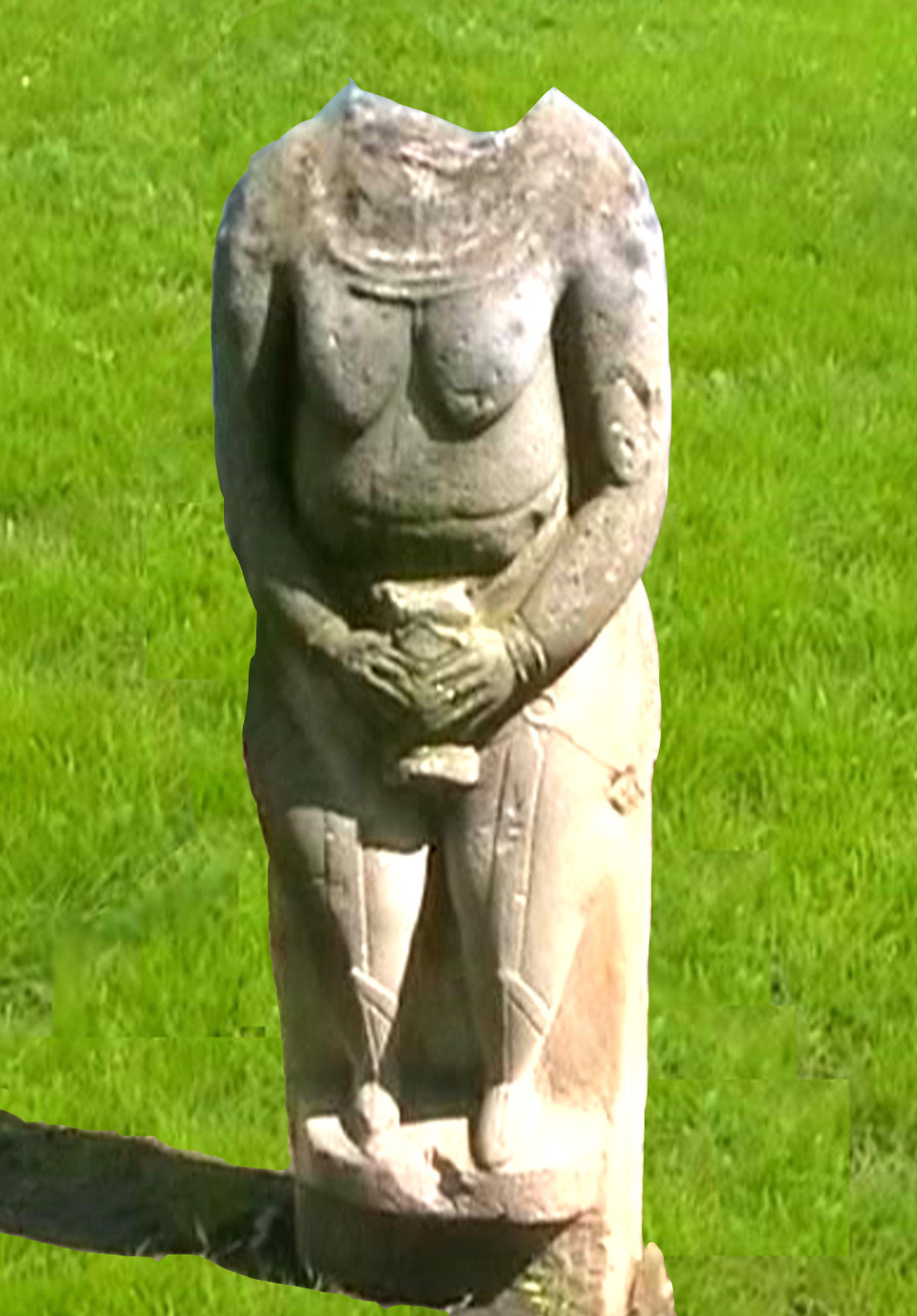
Каменная половецкая баба

Одним из основателей парка-музея был Константин Красильников, заведующий Луганским отделением Восточноукраинского филиала Института археологии НАН Украины.
Одну из первых статуй привезли в 1969 году из села Каменка Лутугинского района.
Сначала парк задумали распланировать во дворе педагогического института вокруг искусственного кургана, засеянного ковылем. Теперь на этом месте возведен третий корпус. Для коллекции было выделено место у спортзала.
По количеству идолов луганская коллекция уступает только днепропетровской.

### Типы каменных статуй
В парке-музее представлены наиболее характерные типы каменных статуй, позволяющие проследить художественное развитие тюркского камнерезного искусства:
- Антропоморфные фигуры из специально подобранных удлиненных камней.
- Изображение мужчин с усами и небольшой бородой.
- Изображение мужчин преимущественно без шапок, иногда с одной или несколькими косами до пояса. На некоторых фигурах одно или оба уха украшены серьгами, изредка на шее гривна или ожерелье.
- Изображение мужчин одетыми в кафтан с треугольными отворотами и узкими рукавами. В талии — пояс с набором украшений, пряжек и бляшек. Реже просторная одежда с широкими рукавами без пояса и оружия.
- Фигуры женщины с подчеркнутыми детородными органами.
- Каменные бабы с сосудами, которые держат их в правой руке или в обеих руках. Формы сосудов разнообразны: кубки, чаши, цилиндрические сосуды.

### Парк как «Диво Луганщины»
В феврале 2010 года местный телеканал ЛОТ начал проект «Чудеса Луганщины», финалистами которого стали 12 объектов области. С большим отрывом голосов победил Парк-музей каменных статуй.